# Andreas Wenzl
Andreas Wenzl (* 7. Februar 1993 in Kuchen, Baden-Württemberg) ist ein ehemaliger deutscher Basketballspieler.
Er bestritt 13 Spiele in der Basketball-Bundesliga. Wenzl wurde in den Nachwuchsmannschaften des deutschen Erstligisten Ratiopharm Ulm ausgebildet. Nach langwierigen Knieproblemen erklärte er im Januar 2013 mit knapp 20 Jahren zunächst seinen Rücktritt vom Leistungssport, bevor er im Sommer 2013 einen Neuanfang beim Erstligisten TBB Trier wagte. Sein zwei Jahre älterer Bruder Michael spielte nach dem Karrierebeginn in Ulm von 2014 bis 2016 für die Hamburg Towers in der zweithöchsten Spielklasse ProA.

## Karriere
Wenzl wechselte auf die Ratiopharm Akademie und spielte dort für die Nachwuchsmannschaft des deutschen Erstligisten aus Ulm in der Nachwuchs-Basketball-Bundesliga (NBBL). Er bestritt unter Bundestrainer Frank Menz Länderspiele für Deutschlands U17-Nationalmannschaft. In der Bundesliga-Saison 2009/10 kam er bereits als 16-Jähriger wie sein zwei Jahre älterer Bruder Michael zu seinen ersten beiden Einsätze in der höchsten deutschen Spielklasse. Im Folgenden spielte Wenzl im Unterschied zu seinem älteren Bruder jedoch neben der NBBL nur im Ulmer „Farmteam“ Weißenhorn Youngstars in der dritthöchsten Spielklasse ProB. In der ProB-Spielzeit 2011/12 kam Wenzl noch auf zwölf Einsätze in der Herrenmannschaft mit knapp zehn Minuten Einsatzzeit, als die Weißenhorner nach Punktabzügen erst in der Abstiegsrunde den Klassenerhalt sicherstellten. Wiederkehrende Verletzungsprobleme am Meniskus im linken Knie und eine Operation Ende 2012 ließen in Wenzl jedoch die Überzeugung reifen, seine professionelle Karriere als Basketballspieler im Januar 2013 noch vor seinem 20. Geburtstag abzubrechen, nachdem er in der Saison 2012/13 noch gar nicht zum Einsatz gekommen war.
Im Sommer 2013 überraschte Wenzl mit der Ankündigung, es unter Trainer Henrik Rödl beim Erstliga-Konkurrenten TBB Trier noch einmal zu versuchen. Nach fünf Einsätzen zu Saisonbeginn kam Wenzl jedoch erst wieder in den letzten drei Spielen der Bundesliga-Saison 2013/14 zum Einsatz. Trotzdem nahm ihn A2-Nationaltrainer Rödl zusammen mit seinem Bruder Michael im Sommer 2014 zu mehreren Einsätzen mit unter anderem bei einem internationalen Turnier in China. Nach weiteren drei Einsätzen mit der Trier zu Beginn der Bundesliga-Spielzeit 2014/15 zwangen erneute Meniskusprobleme diesmal am anderen Knie Wenzl wiederum zu einer Pause. Doch er wollte trotz einer weiteren Operation mit einer langwierigen Rehabilitationsphase nicht erneut seinen Rücktritt vom Leistungssport verkünden. TBB Trier indes musste nach einer Insolvenz auch den sportlichen Abstieg nach der Saison 2014/15 hinnehmen.
Im September 2016 kehrte er im Hemd des Zweitligisten RheinStars Köln nach der langen Verletzungspause aufs Spielfeld zurück. Für die Kölner spielte er bis zum Saisonende 2016/17 und trat anschließend nicht mehr im Leistungssport in Erscheinung.